# Mariaposching
Mariaposching település Németországban, azon belül Bajorországban. Lakosainak száma 1435 fő (2023. december 31.). Mariaposching Stephansposching, Offenberg és Niederwinkling községekkel határos.

## Népesség
A település népessége az elmúlt években az alábbi módon változott:
| Lakosok száma | 1059 | 1486 | 1189 | 1236 | 1409 | 1405 | 1438 | 1415 | 1427 | 1435 |
|               | 1875 | 1950 | 1970 | 1987 | 2012 | 2013 | 2015 | 2017 | 2021 | 2023 |